# Rebecca Peterson
Rebecca Peterson (nació el 6 de agosto de 1995, Estocolmo) es una jugadora de tenis sueca.
Su mejor clasificación en la WTA fue la número 43 del mundo, al que llegó el 21 de octubre de 2019. En dobles alcanzó el número 87 del mundo, el 5 de diciembre de 2022. 
Hasta la fecha, ha ganado 1 título de dobles en el circuito WTA y además suma también 11 individuales y 6 títulos de dobles en el circuito ITF.
Peterson es la hija del extenista Märt Peterson, un estonio que se fue con su esposa Miriam y su hermana mayor Berat a Suecia en 1990, justo antes del colapso de la Unión Soviética. Peterson ha jugado muchos torneos en Estonia y es amiga de Anett Kontaveit. La conexión de Estonia de los dos ha sido muy documentado en los medios de comunicación de Estonia.
Peterson hizo debut WTA Tour en el Abierto de Suecia 2012.
Ella hizo su debut en Grand Slam en el US Open 2017.
Jugadora por Suecia en la Copa Federación, Peterson tiene un récord de ganados y perdidos de 9-10.

## Títulos WTA (3; 2+1)

### Individual (2)
| Leyenda                                |
| -------------------------------------- |
| Grand Slam (0)                         |
| Juegos Olímpicos (0)                   |
| WTA Finals (0)                         |
| P. Mandatory & Premier 5, WTA 1000 (0) |
| Premier, WTA 500 (0)                   |
| International, WTA 250 (2)             |

| N.º | Fecha                    | Torneo   | Superficie | Oponente en la final | Resultado |
| --- | ------------------------ | -------- | ---------- | -------------------- | --------- |
| 1.  | 15 de septiembre de 2019 | Nanchang | Dura       | Elena Rybakina       | 6-2, 6-0  |
| 2.  | 13 de octubre de 2019    | Tianjin  | Dura       | Heather Watson       | 6-4, 6-4  |

#### Finalista (1)
| N.º | Fecha                 | Torneo | Superficie | Oponente en la final | Resultado        |
| --- | --------------------- | ------ | ---------- | -------------------- | ---------------- |
| 1.  | 26 de febrero de 2023 | Mérida | Dura       | Camila Giorgi        | 6-7(3), 6-1, 2-6 |

### Dobles (1)
| Leyenda                                |
| -------------------------------------- |
| Grand Slam (0)                         |
| Juegos Olímpicos (0)                   |
| WTA Finals (0)                         |
| P. Mandatory & Premier 5, WTA 1000 (0) |
| Premier, WTA 500 (0)                   |
| International, WTA 250 (1)             |

| N.º | Fecha                 | Torneo         | Superficie    | Pareja              | Oponentes en la final             | Resultado |
| --- | --------------------- | -------------- | ------------- | ------------------- | --------------------------------- | --------- |
| 1.  | 21 de febrero de 2015 | Río de Janeiro | Tierra batida | Ysaline Bonaventure | Irina-Camelia Begu María Irigoyen | 3-0, ret. |

## Títulos ITF

### Individual (12)
| Torneos de $100,000 |
| Torneos de $80,000  |
| Torneos de $60,000  |
| Torneos de $25,000  |
| Torneos de $15,000  |
| Torneos de $10,000  |

| N.º | Fecha                  | Torneo                          | Superficie | Oponentes            | Resultado        |
| --- | ---------------------- | ------------------------------- | ---------- | -------------------- | ---------------- |
| 1.  | 13 de mayo de 2013     | Bastad, Suecia                  | Arcilla    | Zuzana Luknárová     | 6-3, 6-2         |
| 2.  | 21 de octubre de 2013  | Estocolmo, Suecia               | Dura (i)   | Tayisiya Morderger   | 7-6(2), 6-2      |
| 3.  | 28 de octubre de 2013  | Estocolmo, Suecia               | Dura (i)   | Zuzana Luknárová     | 6-7(4), 6-2, 6-4 |
| 4.  | 2 de diciembre de 2013 | Mérida, México                  | Dura       | Indy de Vroome       | 7-5, 4-6, 6-3    |
| 5.  | 9 de diciembre de 2013 | Mérida, México                  | Dura       | Adriana Pérez        | 6-4, 6-0         |
| 6.  | 20 de octubre de 2014  | Perth, Australia                | Dura       | Hiroko Kuwata        | 6-3, 6-0         |
| 7.  | 15 de junio de 2015    | Ystad, Suecia                   | Arcilla    | Mathilde Johansson   | 6-2, 6-1         |
| 8.  | 26 de octubre de 2015  | Macon, Estados Unidos           | Dura       | Anna Tatishvili      | 6-3, 4-6, 6-1    |
| 9.  | 24 de abril de 2016    | Dothan, Estados Unidos          | Arcilla    | Taylor Townsend      | 6-4, 6-2         |
| 10. | 18 de junio de 2017    | Padua, Italia                   | Arcilla    | Anastasiya Vasylyeva | 5-7, 6-1, 6-4    |
| 11. | 7 de mayo de 2018      | Cagnes-Sur Mar, Francia         | Arcilla    | Dayana Yastremska    | 6-4 7-5          |
| 12. | 17 de octubre de 2021  | Rancho Santa Fe, Estados Unidos | Dura       | Elvina Kalieva       | 6-4 6-0          |